# Victor Delannoy
Victor Delannoy, all'anagrafe Victor-Jean-Baptiste-Paulin Delannoy (Templeuve, 30 giugno 1824 – 7 agosto 1905), è stato un vescovo cattolico francese.

## Biografia
Seminarista a Cambrai, fu ordinato sacerdote il 22 dicembre 1849.
Il 6 maggio 1872 venne nominato vescovo di Saint-Denis-de-La Réunion e consacrato il 12 ottobre dello stesso anno dall'arcivescovo Florian-Jules-Félix Desprez, coconsacranti i vescovi Jean-Baptiste-Joseph Lequette e Henri Monnier. Il 18 dicembre 1876 fu nominato vescovo di Aire.
Morì il 7 agosto 1905.

## Genealogia episcopale
La genealogia episcopale è:
- Cardinale Guillaume d'Estouteville, O.S.B.Clun.
- Papa Sisto IV
- Papa Giulio II
- Cardinale Raffaele Sansone Riario
- Papa Leone X
- Papa Paolo III
- Cardinale Francesco Pisani
- Cardinale Alfonso Gesualdo di Conza
- Papa Clemente VIII
- Cardinale Pietro Aldobrandini
- Cardinale Laudivio Zacchia
- Cardinale Antonio Barberini, O.F.M.Cap.
- Cardinale Nicolò Guidi di Bagno
- Arcivescovo François de Harlay de Champvallon
- Cardinale Louis-Antoine de Noailles
- Vescovo Jean-François Salgues de Valderies de Lescure
- Arcivescovo Louis-Jacques Chapt de Rastignac
- Arcivescovo Christophe de Beaumont du Repaire
- Arcivescovo Jean-Armand de Bessuéjouls Roquelaure
- Cardinale Hugues-Robert-Jean-Charles de La Tour d'Auvergne-Lauraquais
- Arcivescovo Denis-Auguste Affre
- Cardinale René-François Régnier
- Cardinale Florian-Jules-Félix Desprez
- Vescovo Victor Delannoy